# Lelling

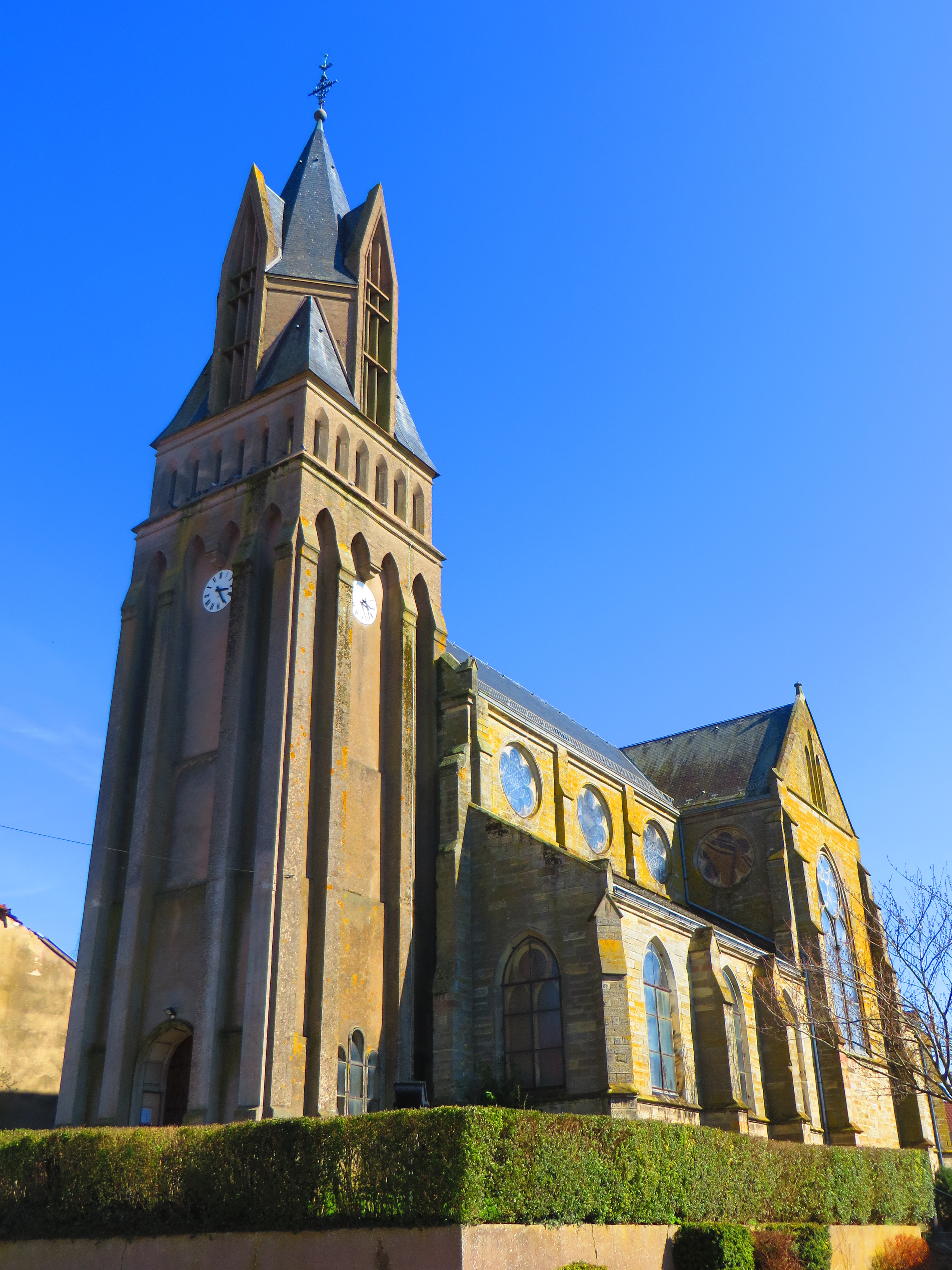
Construção típica situada na comuna de Lelling na França. Ajuda

Lelling é uma comuna francesa na região administrativa de Grande Leste, no departamento de Mosela. Estende-se por uma área de 4,92 km². Em 2010 a comuna tinha 484 habitantes (densidade: 98,4 hab./km²).